# 内田吉彦
内田 吉彦（うちだ よしひこ、1937年11月24日 - ）は、日本のスペイン・ラテンアメリカ文学者、翻訳家。フェリス女学院大学名誉教授。

## 略歴
埼玉県生まれ。1962年東京外国語大学スペイン語科卒業、同大学院中退、1979年東海大学助教授、1986年中京大学教授、1990年フェリス女学院大学教授、2008年定年退任、名誉教授。
1994年会田由賞受賞。

## 翻訳
- 『ロルカ・スペインの死』（イアン・ギブソン、晶文社、晶文選書） 1973
  - 増訂版『ロルカ』（本田誠二共訳、中央公論社） 1997
- 『この日曜日』（ホセ・ドノーソ、筑摩書房、筑摩世界文学大系） 1976
- 『イェルマ』（ロルカ、学習研究社、世界文学全集） 1978／「ロルカ戯曲全集3」沖積舎 1985
- 『大佐に手紙は来ない』（ガルシア＝マルケス、集英社、世界の文学） 1978
- 『リタ・ヘイワースの背信』（マヌエル・プイグ、国書刊行会、ラテンアメリカ文学叢書）1980
- 『大統領閣下』（アストリアス、木村栄一共訳、集英社、世界文学全集） 1981
- 『ラテンアメリカ文学のブーム 一作家の履歴書』（ホセ・ドノソ、東海大学出版会） 1983
- 『脱皮』（カルロス・フエンテス、集英社、ラテンアメリカの文学） 1984
- 『アルゼンチン短篇集』（フリオ・コルタサル、国書刊行会、バベルの図書館） 1990
- 『悪い時』（ガブリエル・ガルシア＝マルケス、高見英一, 桑名一博, 木村榮一, 安藤哲行共訳、新潮社） 2007
- 『二十歳の戦争 ある知識人のスペイン内戦回想録』（ミケル・シグアン、中原英二共訳、沖積舎） 2009
- 『リトル・ボーイ』(マリーナ・ペレサグア、水声社、フィクションの楽しみ） 2016